# Choi Yoo-jung
Choi Yoo jung (21 de agosto de 1976) es una actriz surcoreana. Ha participado en series de televisión, como A Saint and a Witch (2003), Sunlight Pours Down (2004) e Immortal Admiral Yi Sun-sin (2004).

## Filmografía

### Series de televisión
| Año       | Título                      | Papel         | Red |
| --------- | --------------------------- | ------------- | --- |
| 2003      | First Love                  |               | SBS |
| 2003-2004 | A Saint and a Witch         | Oh Hyung-sook | MBC |
| 2004      | Sunlight Pours Down         | Lee Soo-ah    | SBS |
| 2004-2005 | Inmortal Admiral Yi Sun-sin | Bang Yeon-hwa | KBS |

### Cine
| Año  | Título            | Papel       |
| ---- | ----------------- | ----------- |
| 2000 | Bichunmoo         | Yeo-jin     |
| 2000 | Ghost Taxi        | Yoo jung    |
| 2001 | The Scent Of Love | Jung Da-hye |